# Кирхберг на Илеру
Кирхберг на Илеру (њем. Kirchberg an der Iller) општина је у њемачкој савезној држави Баден-Виртемберг. Једно је од 45 општинских средишта округа Биберах. Према процјени из 2010. у општини је живјело 1.931 становника. Посједује регионалну шифру (AGS) 8426065.

## Географски и демографски подаци
Кирхберг на Илеру се налази у савезној држави Баден-Виртемберг у округу Биберах. Општина се налази на надморској висини од 535 метара. Површина општине износи 18,6 km². У самом мјесту је, према процјени из 2010. године, живјело 1.931 становника. Просјечна густина становништва износи 104 становника/km².